# Шоснак
Шосна́к (фр. Chaussenac, окс. Chaucenac) — коммуна во Франции, находится в регионе Овернь. Департамент — Канталь. Входит в состав кантона Пло. Округ коммуны — Морьяк.
Код INSEE коммуны — 15046.
Коммуна расположена приблизительно в 410 км к югу от Парижа, в 95 км юго-западнее Клермон-Феррана, в 31 км к северо-западу от Орийака.

## Население
Население коммуны на 2008 год составляло 238 человек.
| 1962 | 1968 | 1975 | 1982 | 1990 | 1999 | 2008 |
| ---- | ---- | ---- | ---- | ---- | ---- | ---- |
| 410  | 438  | 405  | 340  | 259  | 232  | 238  |

## Экономика
В 2007 году среди 139 человек в трудоспособном возрасте (15—64 лет) 95 были экономически активными, 44 — неактивными (показатель активности — 68,3 %, в 1999 году было 63,2 %). Из 95 активных работали 88 человек (55 мужчин и 33 женщины), безработных было 7 (4 мужчин и 3 женщины). Среди 44 неактивных 5 человек были учениками или студентами, 23 — пенсионерами, 16 были неактивными по другим причинам.